# ADI

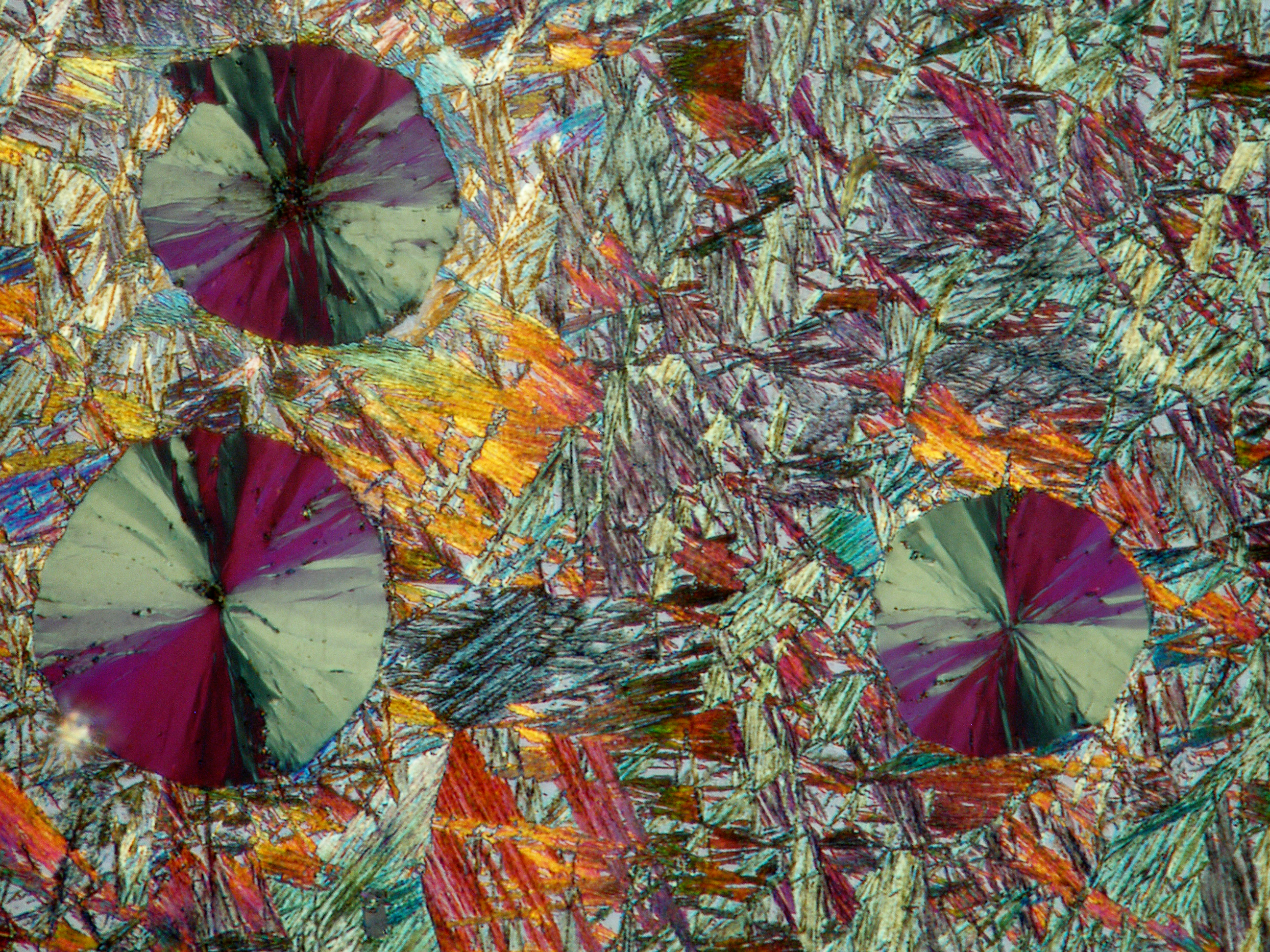
Microestructura de l'ADI

El ferro dúctil austemperat o ADI (les sigles provenen de l'anglès: Austempered Ductile Iron) és una forma de ferro dúctil que gaudeix d'una gran resistència i ductilitat com a resultat de la seva microestructura controlada mitjançant tractament tèrmic. Tot i que el ferro dúctil convencional es va descobrir el 1943 i el procés d'austempering ja existia des dels anys trenta, la combinació de les dues tecnologies no es va comercialitzar fins als anys setanta.

## Microestructura
Com tot el ferro dúctil, l'ADI es caracteritza pels seus nòduls de grafit esferoidals espaiats dins de la matriu. Aquests nòduls redueixen la microsegregació de soluts dins del material. Per a fer ADI, el material s'ha austemperat de manera que la matriu es transforma en ausferrita, o una barreja de ferrita acicular i austenita. La microestructura s'utilitza per classificar l'ADI en graus, que depenen del procés de tractament tèrmic i no de la composició del material.

## Propietats mecàniques
L'alta resistència i ductilitat de l'ADI són un resultat directe de la seva microestructura. Concretament, la ductilitat dels ferros dúctils és conseqüència de la manca de bainita a la matriu. El procés d'austempering forma ferrita acicular i austenita. L'últim d'aquests té una estructura cúbica centrada en cares (FCC). La FCC té 12 sistemes de lliscament que permeten el moviment de dislocacions, donant lloc a una alta ductilitat en la fase austenítica de l'ADI. Aquesta ductilitat també es tradueix en una tenacitat relativament alta en ADI.
L'augment de la ductilitat que presenta l'ADI respecte a altres formes de ferro colat també prové del grafit esferoidal. En comparació amb el grafit semblant a escates present al ferro gris, per exemple, els nodes de grafit esferoidals són relativament fàcils de passar per dislocacions, augmentant la ductilitat del material. Aquests nòduls també disminueixen la concentració d'estrès en comparació amb les escates, ja que la tensió a la punta d'una inclusió és proporcional al radi de curvatura. El gran radi evita la propagació d'esquerdes en el material, donant lloc a més a una alta ductilitat i bones propietats de fatiga en el material.
Algunes de les fases d'austenita esmentades anteriorment són mecànicament metaestables i formaran martensita quan estan sotmeses a una gran tensió. La combinació de martensita dura i resistent al desgast amb ausferrita dona com a resultat unes bones propietats resistents al desgast, ja que les regions properes a la punta de l'esquerda s'enforteixen i impedeixen que creixin. Aquest no és un exemple d'enduriment per treball, que multiplica les luxacions que inhibeixen el creixement mútuament i donen lloc a una major resistència. Més aviat, s'està produint una transformació de fase com a resultat de la tensió aplicada.
Les propietats mecàniques de l'ADI depenen molt del processament. Són possibles amplis rangs de resistència i ductilitat. El tractament tèrmic a alta temperatura (>400C) dona com a resultat una alta ductilitat, una bona tenacitat a l'impacte, amb un límit elàstic d'uns 500 MPa. Les temperatures més baixes (~ 260 °C) donen com a resultat una resistència elàstica més alta de 1400 MPa i una duresa elevada però una ductilitat molt menor.